# Ivel Ultra
L'Ivel Ultra è un personal computer croato a 8-bit prodotto dalla Ivasim Electronika nel 1984.
Fu progettato da Branimir Makanec ed è compatibile con l'Apple II. Era equipaggiato con uno o due floppy disk drive da 5,25". Il linguaggio BASIC di cui era dotato è compatible con l'Apple I. Il sistema operativo chiamato IDOS è poi compatibile con l'Apple DOS 3.3.
L'Ivel Ultra poteva essere dotato di un secondo processore Zilog Z80 al fine di offrire compatibiltà con il sistema operativo CP/M.
Fu prodotto in diverse versioni: Il primo modello (1984-1986) ha il case marrone, il modello successivo (1987-1990) ha invece il case bianco.

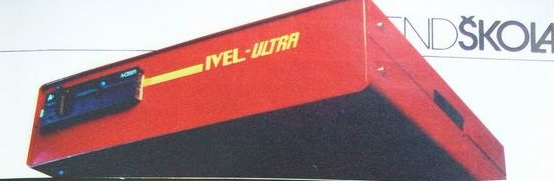
Ivel Ultra modello 1

## Specifiche
- CPU: MOS Technology 6502 a 1 MHz
- ROM : 12 KB (interprete linguaggio BASIC e monitor di linguaggio macchina)
- RAM : 64 KB
- Modo grafico: 280 x 192 pixels, 6 colori
- Modo testo: 40 x 24
- Sistema operativo: IDOS, compatibile con l'Apple DOS 3.3, CP/M (con seconda cpu Z80)